# Eutricopis nexilis
Eutricopis nexilis là một loài bướm đêm trong họ Noctuidae.